# Кубооктаедр
| Кубооктаедр                | Кубооктаедр |
| -------------------------- | --- |
|                            | |
| Тип                        | Багатогранник Архімеда Однорідний багатогранник |
| Властивості                | Напівправильний опуклий, рівносторонній, Квазіправильний (тобто і вершинно-транзитивний і реберно-транзитивний)                                         |
| Комбінаторика              | |
| Елементи                   | 14 граней (8{3}+6{4}) 24 ребра 12 вершин (4-го степеня)                                                                                                 |
| Грані                      | 8 Правильних трикутників, 6 Квадратів |
| Характеристика Ейлера      | {\displaystyle \chi =\Gamma -{\hbox{P}}+{\hbox{B}}=2}                                                                                                   |
| Конфігурація вершини       | 3.4.3.4 = [3.4]2 В кожній вершині сходяться 2 трикутника та 2 квадрата.                                                                                 |
| Вершинна фігура            | Прямокутник з довжинами сторін 1 та √2 |
| Класифікація               | |
| Позначення                 | • aC, aaT (в нотації Конвея) • U07 (як однорідний багатогранник) • C25 (в нотації Коксетера) • W11 (в нотації Веннінґера)                               |
| Символ Шлефлі              | r{3,4} або {\displaystyle \left\{{\begin{matrix}3\\4\end{matrix}}\right\}} rr{3,3} або {\displaystyle r\left\{{\begin{matrix}3\\3\end{matrix}}\right\}} |
| Символ Шлефлі              | t1{4,3} або t0,2{3,3} |
| Символ Висофа [en]         | 2 \| 3 4 3 3 \| 2 |
| Діаграма Коксетера-Динкіна | або (o4x3o) · |
| Група симетрії             | Oh, B3, [4,3], (*432), порядок 48 (Повна октаедрична група симетрії) Td, [3,3], (*332), порядок 24                                                      |
| Група поворотів            | O, [4,3]+, (432), порядок 24 |
| Дуальний многогранник      | Ромбододекаедр |
| Розгортка                  | |

Кубооктаедр — напівправильний опуклий багатогранник, одне з тіл Архімеда, що володіє двома властивостями:
1. Всі грані є правильними багатокутниками (двох типів: правильні трикутники та квадрати);
2. Для будь-якої пари вершин існує симетрія багатогранника (тобто рух, що переводить багатогранник сам в себе), яка переводить одну вершину в іншу.

Складається з 14 граней (8 правильних трикутників та 6 квадратів).
Важливою ознакою багатогранника є те, що він має тільки два типи граней, причому кожна грань одного типу сусідня тільки з гранями іншого типу, тобто грані чергуються навколо кожної вершини. Ці багатогранники реберно-транзитивні, тому на крок ближче до правильних багатогранників, ніж напівправильні, які лише вершинно-транзитивні. Багатогранники, що мають цю властивість, називаються квазіправильними. Існує ще тільки один опуклий квазіправильний багатогранник — ікосододекаедр.
В кубооктаедрі 12 однакових вершин, в яких сходяться два трикутники і два квадрати, а також 24 однакових ребра, кожне з яких розділяє між собою трикутну і квадратну грані.
Двоїстий до кубооктаедра многогранник — ромбододекаедр.

## Графічне зображення
Кубооктаедр можна отримати з куба або октаедра, застосувавши до них геометричну операцію «повне зрізання» ‒ процес зрізання багатогранника шляхом позначки середини всіх його ребер і відсічення всіх вершин аж до цих точок.
Наступна послідовність многогранників ілюструє утворення кубооктаедра:
| куб | кубооктаедр | октаедр |

Кубооктаедр з ребром {\displaystyle a} є спільною частиною поєднанняя куба з ребром {\displaystyle {\sqrt {2}}\cdot a} та октаедра з ребром {\displaystyle 2\cdot a}. При цьому кубооктаедр займає {\displaystyle {\frac {5}{6}}} об'єму, що займає куб та {\displaystyle {\frac {5}{8}}} об'єму, що займає октаедр.
Кубооктаедр можна розділити площиною на дві рівні частини. При цьому переріз матиме форму правильного шестикутника. Таких шестикутних перерізів кубооктаедр має чотири. При цьому утворюються два трисхилих купола — багатогранник Джонсона J3, повернені відносно один одного. Тому кубооктаедр також можна назвати скрученим трисхилим бікуполом.
При іншому екваторіальному перерізі кубооктаедра утворюється квадрат.

Ще одна Розгортка кубооктаедра

## Формули

### Діагоналі
Кількість діагоналей опуклого багатогранника: {\displaystyle {\binom {B}{2}}-P}, де В — кількість вершин, Р — кількість ребер багатогранника. Для кубооктаедра:
{\displaystyle {\binom {12}{2}}-24={\frac {12}{2}}\cdot {\frac {11}{1}}-24=42} діагоналі (12 граневих та 30 просторових).
| Діагоналі кубооктаедра з довжиною ребра {\displaystyle a} | Діагоналі кубооктаедра з довжиною ребра {\displaystyle a}                                     | Діагоналі кубооктаедра з довжиною ребра {\displaystyle a}         |
| --------------------------------------------------------- | --------------------------------------------------------------------------------------------- | ----------------------------------------------------------------- |
|                                                           | Гранева діагональ                                                                             | {\displaystyle AB={\sqrt {2}}\cdot a\approx 1.41421356237\cdot a} |
| Просторові діагоналі                                      | {\displaystyle AC={\sqrt {3}}\cdot a\approx 1.73205080756\cdot a} {\displaystyle AD=2\cdot a} |                                                                   |

### Метричні характеристики
| Для кубооктаедра з довжиною ребра а:                                                                   | Для кубооктаедра з довжиною ребра а:                                                       | Для кубооктаедра з довжиною ребра а:                       | Для кубооктаедра з довжиною ребра а:         |
| --- | ------------------------------------------------------------------------------------------ | ---------------------------------------------------------- | -------------------------------------------- |
| Радіус описаної сфери (проходить через всі вершини)                                                    | Радіус описаної сфери (проходить через всі вершини)                                        | {\displaystyle R=a}                                        |                                              |
| Радіус напіввписаної сфери (дотикається до всіх ребер)                                                 | Радіус напіввписаної сфери (дотикається до всіх ребер)                                     | {\displaystyle \rho ={\frac {\sqrt {3}}{2}}\cdot a}        | {\displaystyle \approx 0.8660254\cdot a}     |
| Радіус сфери r3 та r4 (дотична до всіх трикутних граней та відповідно, квадратних граней в їх центрах) | Вписаної сфери кубооктаедр не має                                                          | {\displaystyle r_{3}={\frac {\sqrt {6}}{3}}\cdot a}        | {\displaystyle \approx 0.8164965\cdot a}     |
| Радіус сфери r3 та r4 (дотична до всіх трикутних граней та відповідно, квадратних граней в їх центрах) | Вписаної сфери кубооктаедр не має                                                          | {\displaystyle r_{4}={\frac {\sqrt {2}}{2}}\cdot a}        | {\displaystyle \approx 0.7071067\cdot a}     |
| Висота H3 та H4 (Відстань між протилежними трикутними та протилежними квадратними гранями)             | Висота H3 та H4 (Відстань між протилежними трикутними та протилежними квадратними гранями) | {\displaystyle H_{3}=2\cdot {\frac {\sqrt {6}}{3}}\cdot a} | {\displaystyle \approx 1.6329931\cdot a}     |
| Висота H3 та H4 (Відстань між протилежними трикутними та протилежними квадратними гранями)             | Висота H3 та H4 (Відстань між протилежними трикутними та протилежними квадратними гранями) | {\displaystyle H_{4}={\sqrt {2}}\cdot a}                   | {\displaystyle \approx 1.4142135\cdot a}     |
| Площа поверхні                                                                                         | Площа поверхні                                                                             | {\displaystyle S=2\cdot (3+{\sqrt {3}})\cdot a^{2}}        | {\displaystyle \approx 9.4641016\cdot a^{2}} |
| Об'єм                                                                                                  | Об'єм                                                                                      | {\displaystyle V={\frac {5}{3}}{\sqrt {2}}\cdot a^{3}}     | {\displaystyle \approx 2.3570226\cdot a^{3}} |

### Кути
Плоскі кути граней при вершині: 60°, 90°.
Сума плоских кутів при кожній вершині дорівнює 300°.
| Кути багатогранника                                                 | Кути багатогранника | Кути багатогранника                                                                               |
| ------------------------------------------------------------------- | --- | ------------------------------------------------------------------------------------------------- |
| Кут між несусідніми ребрами при вершині                             | {\displaystyle \varphi =\arccos \left(-{\frac {1}{2}}\right)} | {\displaystyle ={\frac {2\pi }{3}}} rad = 120°                                                    |
| Кут, під яким ребро кубооктаедра видно з його центра                | {\displaystyle \theta =\arccos \left({\frac {1}{2}}\right)} | {\displaystyle ={\frac {\pi }{3}}} rad = 60°                                                      |
| Двогранний кут між гранями {3} та {4}                               | {\displaystyle \alpha =\arccos \left(-{\frac {\sqrt {3}}{3}}\right)=\operatorname {arcsec} \left(-{\sqrt {3}}\right)}                                                     | ≈ 2.18627603546528 rad ≈ 125° 15′ 51.80285791′′                                                   |
| Тілесний кут при вершині                                            | {\displaystyle \Omega =\arccos \left(-{\frac {7}{9}}\right)=4\arcsin \left({\frac {\sqrt {3}}{3}}\right)=} {\displaystyle =8\arctan \left({\sqrt {3}}-{\sqrt {2}}\right)} | {\displaystyle \Omega \thickapprox 2.4619188346815} ср {\displaystyle \thickapprox 0.7837\pi } ср |
| Тілесний кут, під якимм трикутну грань видно з центру кубооктаедра  | {\displaystyle \Omega _{1}=2\pi -6\cdot \arcsin \left({\frac {\sqrt {6}}{3}}\right)}                                                                                      | {\displaystyle \Omega _{1}\thickapprox 0.551285598432} ср                                         |
| Тілесний кут, під якимм квадратну грань видно з центру кубооктаедра | {\displaystyle \Omega _{2}=2\pi -8\cdot \arcsin \left({\frac {\sqrt {3}}{3}}\right)}                                                                                      | {\displaystyle \Omega _{2}\thickapprox 1.359347637816} ср                                         |
| Сферичність                                                         | {\displaystyle \Psi ={\sqrt[{3}]{\frac {25\pi \left(9-5{\sqrt {2}}\right)}{36}}}}                                                                                         | {\displaystyle \Psi \thickapprox 0,90499718}                                                      |

## Зірчасті форми кубооктаедра
Продовження граней кубооктаедра призводить до чотирьох зірчастих багатогранників:

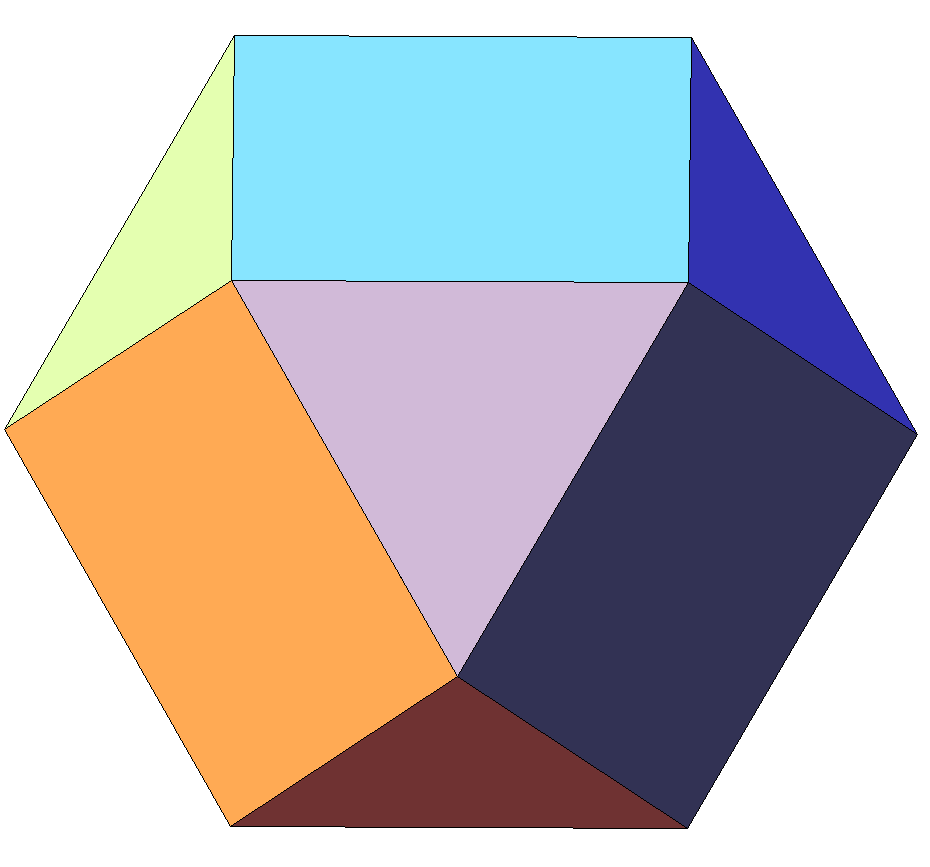
Кубооктаедр
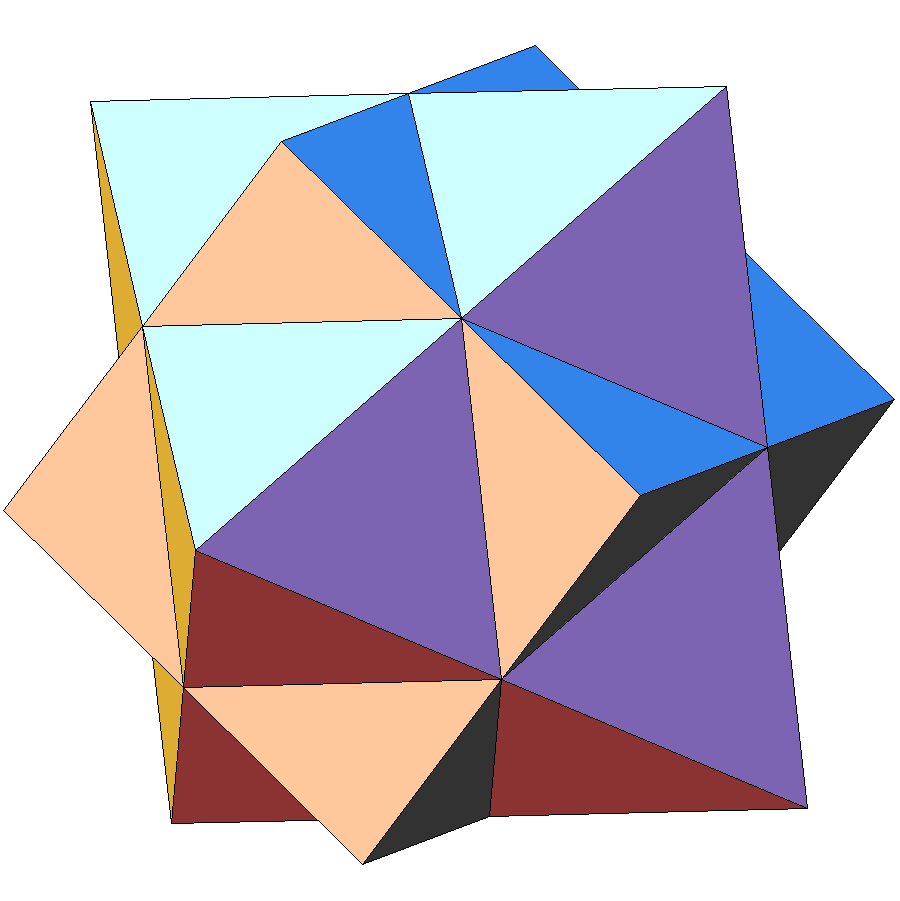
Перша зірчаста форма
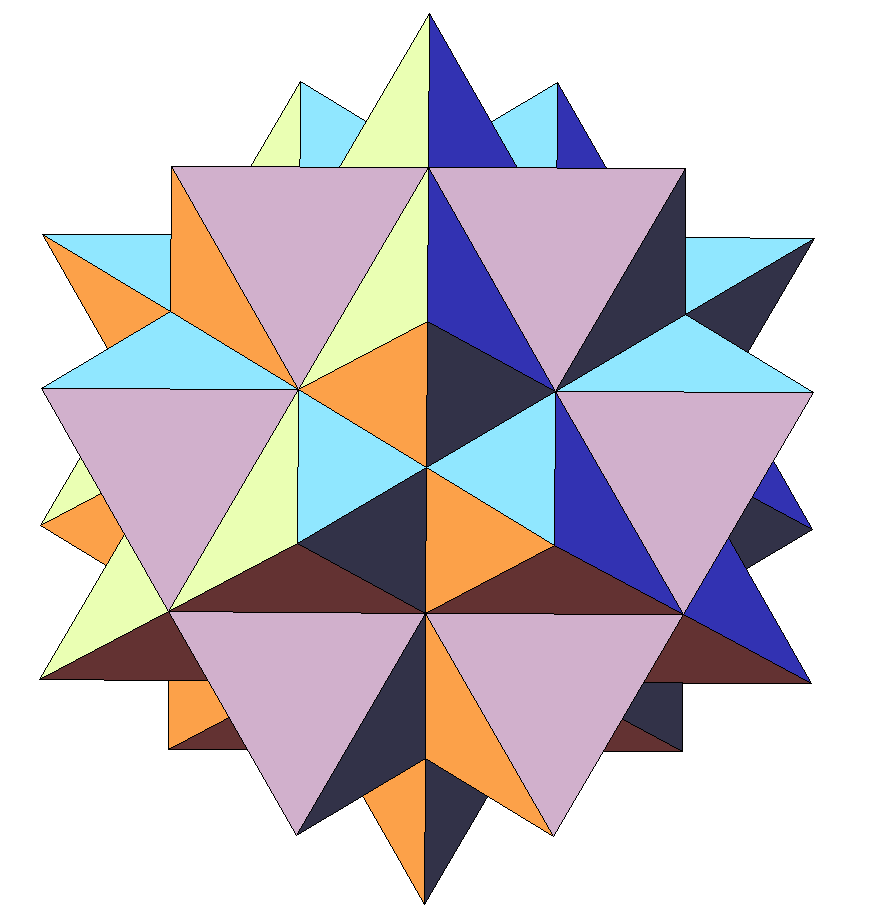
Друга зірчаста форма
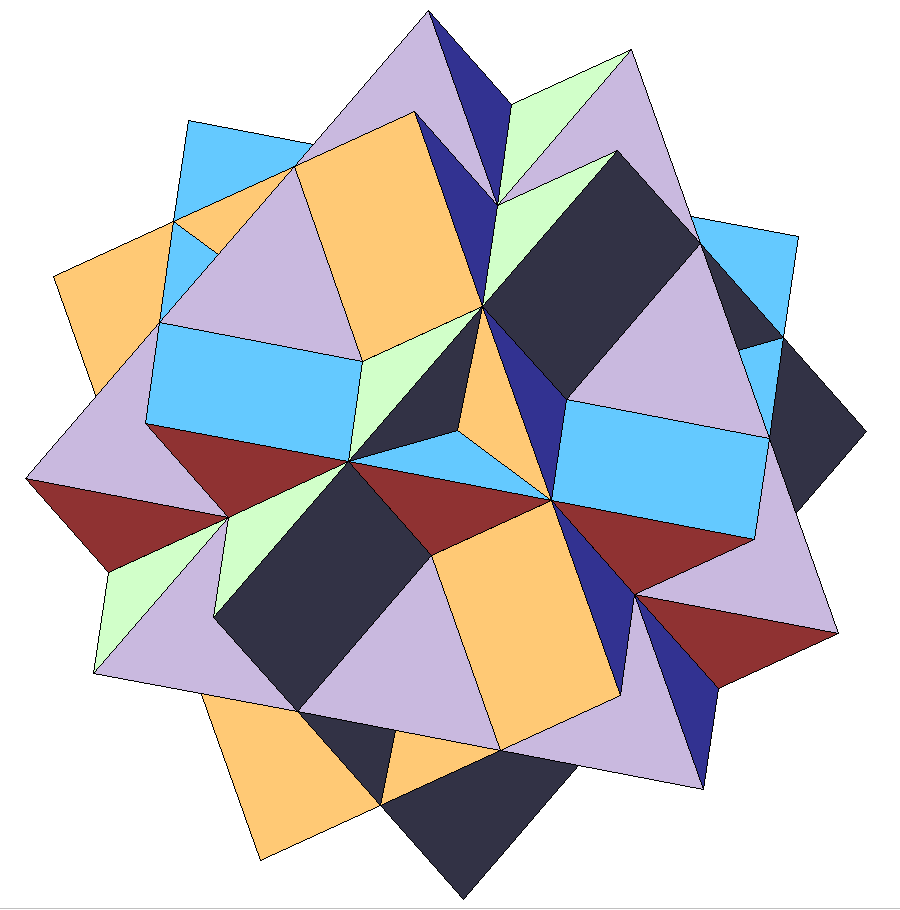
Третя зірчаста форма
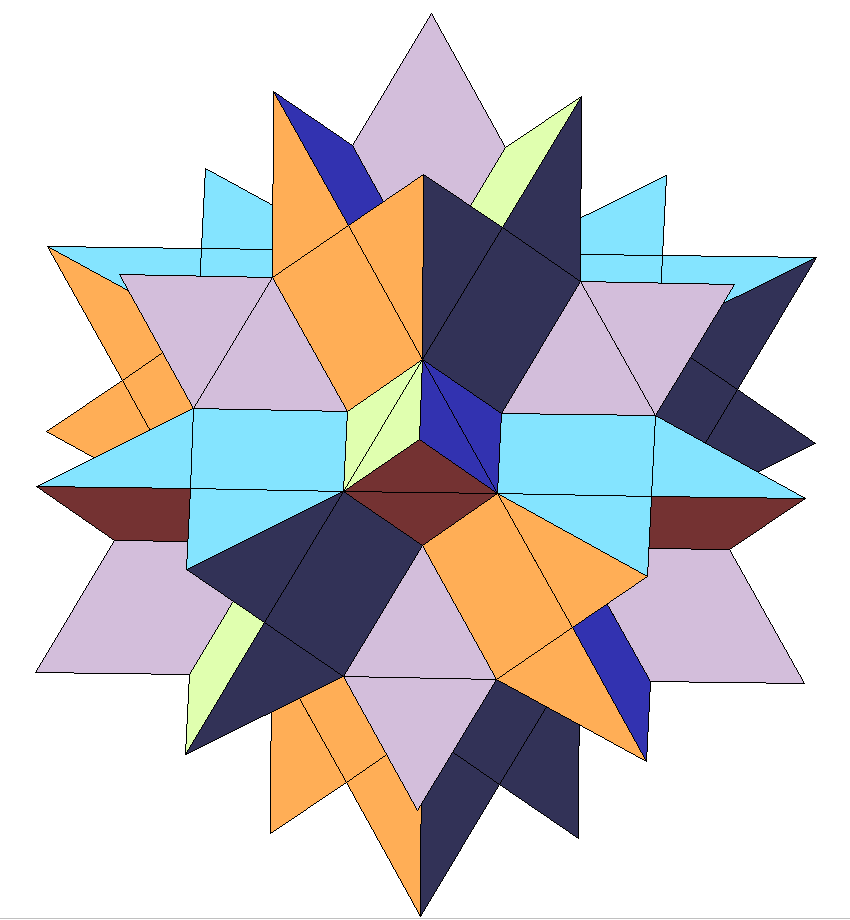
Четверта зірчаста форма

Грані зірчастих форм кубооктаедра

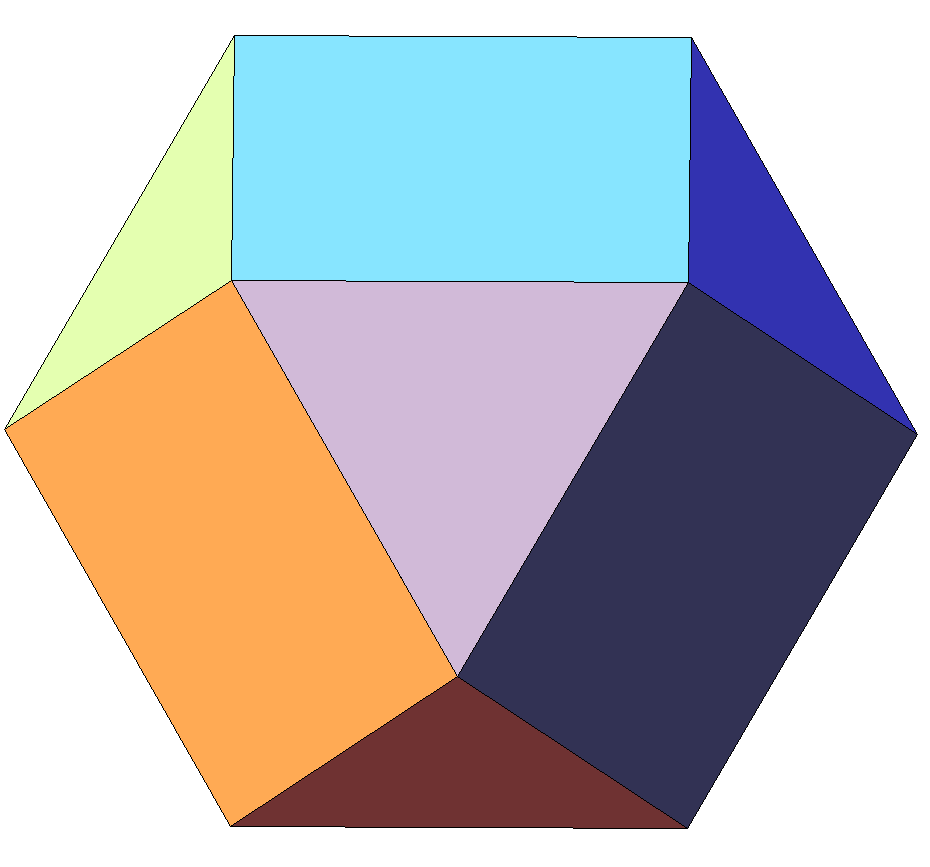
Кубооктаедр
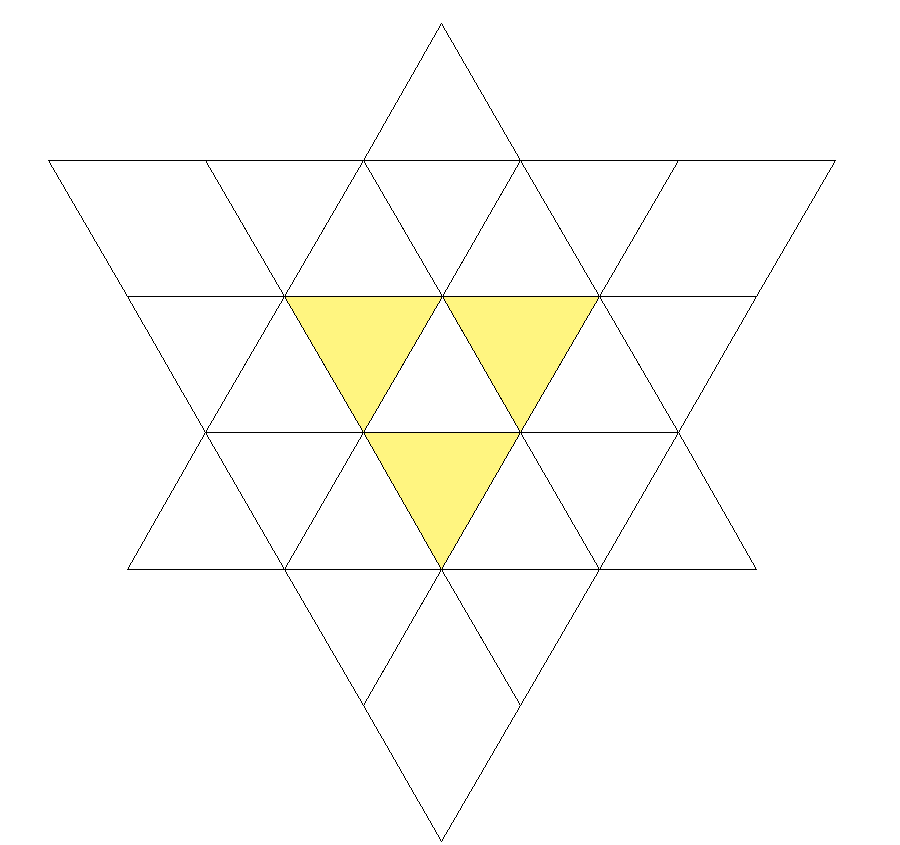
Перша зірчаста форма
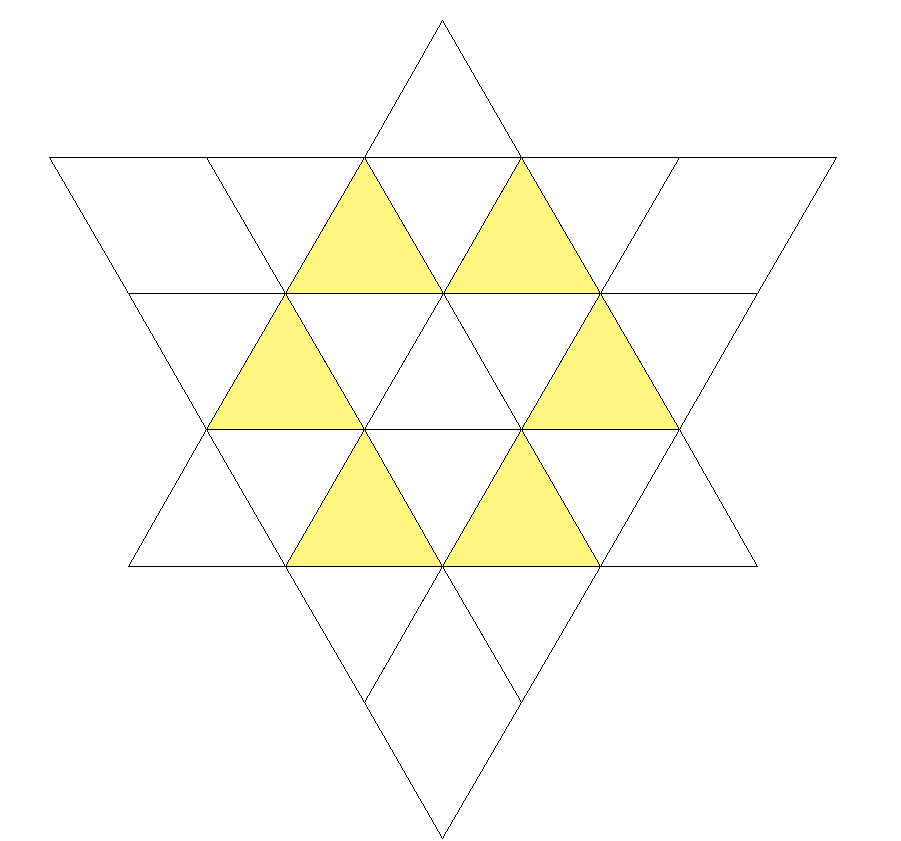
Друга зірчаста форма
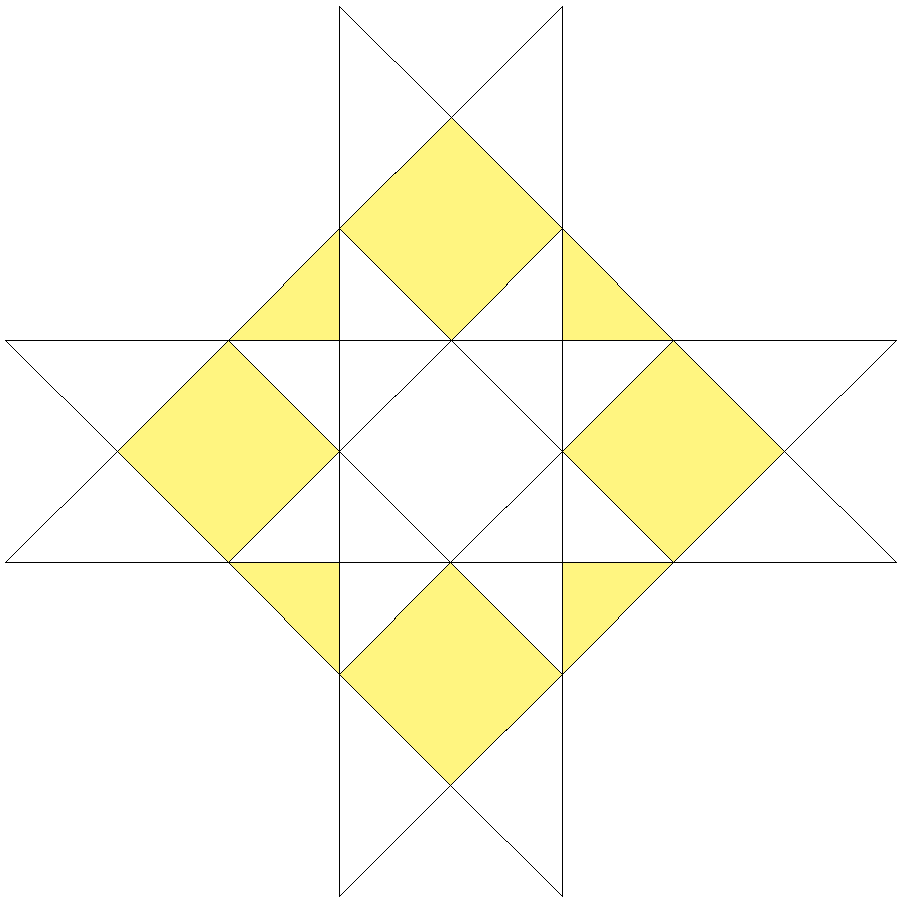
Третя зірчаста форма
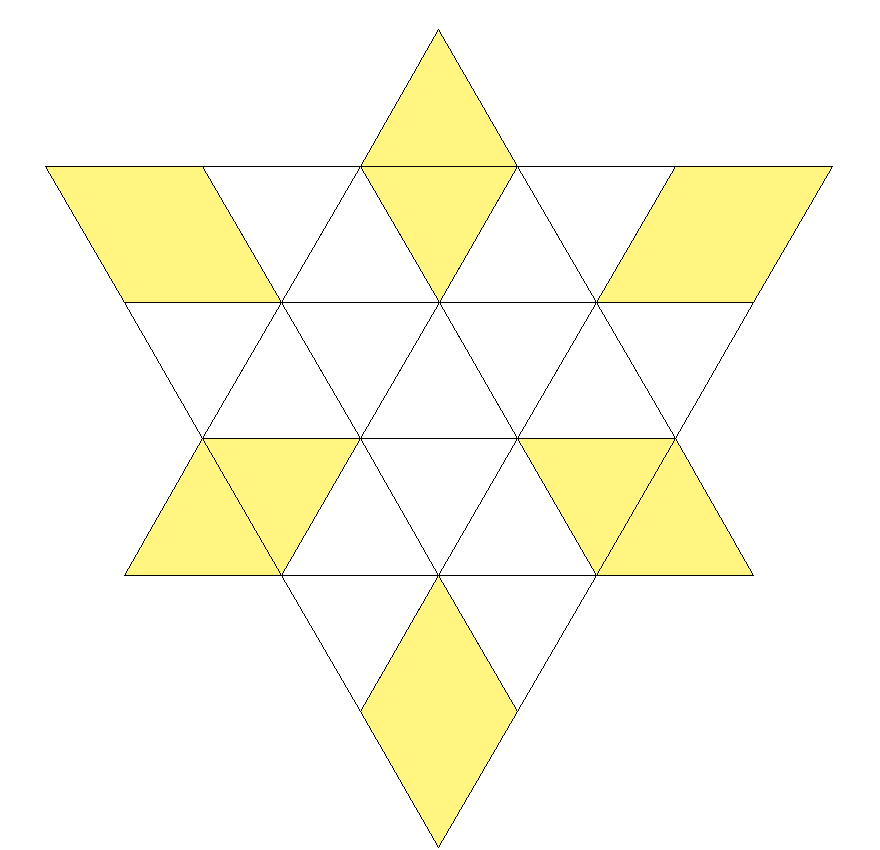
Четверта зірчаста форма

Перша зірчаста форма виходить шляхом добудови на гранях кубооктаедра трикутних та чотирикутних пірамід і є сполукою куба та октаедра.
Наступна зірчаста форма утворена шляхом приєднання 24 біпірамід до сполуки куба та октаедра.
Третя зірчаста форма кубооктаедра є поєднанням шести прямих квадратних пірамід.
Остання зірчаста форма кубооктаедра є поєднанням зірки Кеплера (зірчастого октаедра) і трьох правильних чотирикутних призм, загальною частиною яких є вихідний куб.

## Ортогональні проєкції
Кубооктаедр має чотири спеціальних ортогональних проєкцій, що центровані по вершині, ребру та двох типах граней (трикутній та квадратній). Дві останні відповідають площинам Кокстера B2 і A2. Косі проекції показують квадрат і шестикутник, що проходять через центр кубоктаедра.
| Центровані по                           | Вершині | Ребру | Трикутній грані | Квадратній грані | Косі проєкції | Косі проєкції |
| --------------------------------------- | ------- | ----- | --------------- | ---------------- | ------------- | ------------- |
| Зображення                              |         |       |                 |                  |               |               |
|                                         |         |       |                 |                  |               |               |
| Проєктивна симетрія                     | [2]     | [2]   | [6]             | [4]              |               |               |
| Ромбододекаедр (Двоїстий багатогранник) |         |       |                 |                  |               |               |
| Зображення                              |         |       |                 |                  |               |               |

## Граф кубооктаедра
В теорії графів граф кубооктаедра — це один з архімедових графів, що має кістяк кубооктаедра.
Він має 12 вершин степеня 4 і 24 ребра.
Граф кубооктаедра — планарний локально лінійний граф, який можна утворити як реберний граф куба або приклеюванням антипризм у внутрішню та зовнішню грані 4-циклу. Також він є квадратичним та симетричним графом.
Граф кубооктаедра є цілим графом та має спектр {\displaystyle Spec(G)=(-2)^{5}0^{3}2^{3}4^{1}}
Має 200 гамільтонових циклів. Деякі з них:

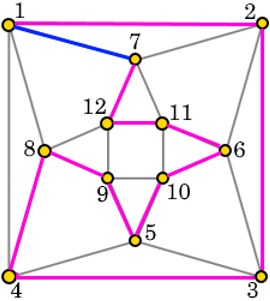
Гамільтонів цикл графа кубооктаедра

{1 — 2 — 3 — 4 — 8 — 9 — 5 — 10 — 6 — 11 — 12 — 7 — 1}
{1 — 2 — 3 — 4 — 5 — 9 — 10 — 6 — 11 — 7 — 12 ‒ 8 — 1}
{1 — 2 — 3 — 4 — 5 — 10 — 6 — 11 — 7 — 12 — 9 ‒ 8 — 1}

## Цікаві відомості

#### Заповнення простору
Кубооктаедрами неможливо заповнити тривимірний простір без проміжків та накладень, тому що при змиканні квадратів залишається незайнятим простір у вигляді октаедра, а при змиканні трикутників — у вигляді кубів. Заповнити тривимірний простір без проміжків і накладень можна за допомогою кубооктаедрів та інших багатогранників, наприклад, октаедрів чи кубів.

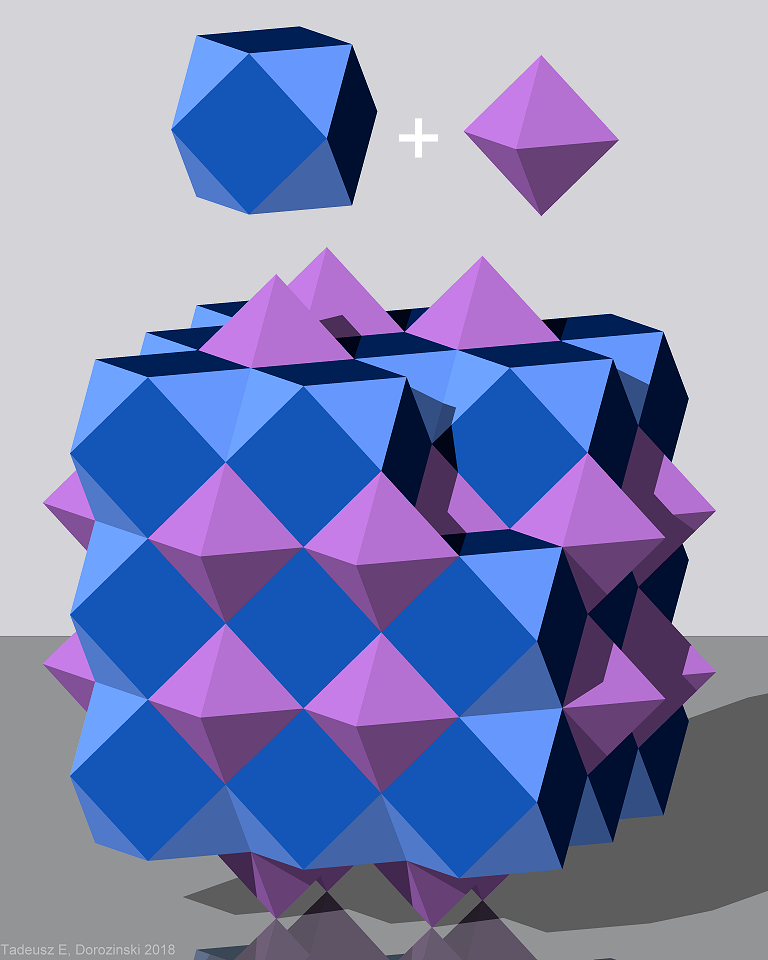
Кубооктаедр + Октаедр

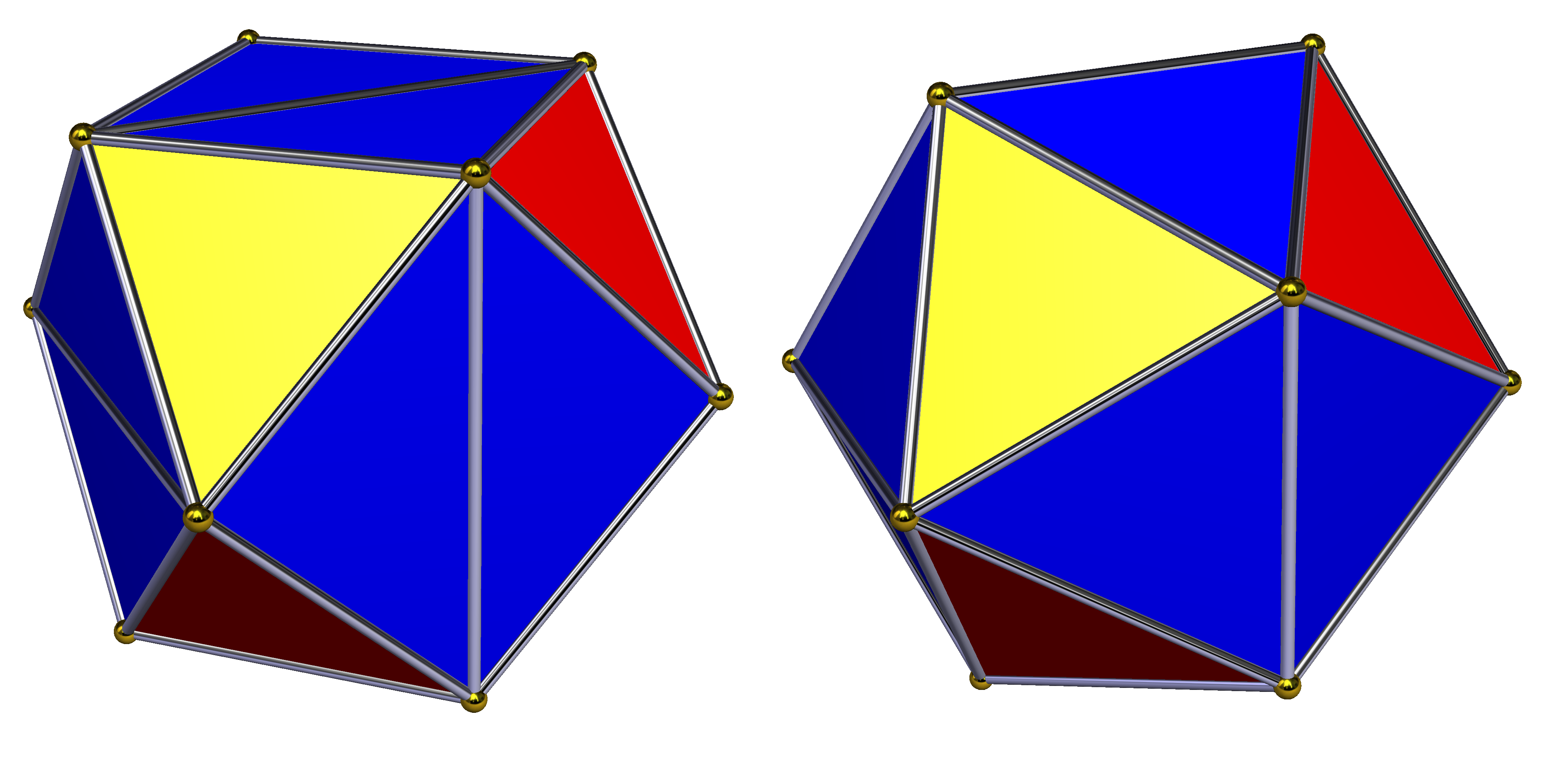

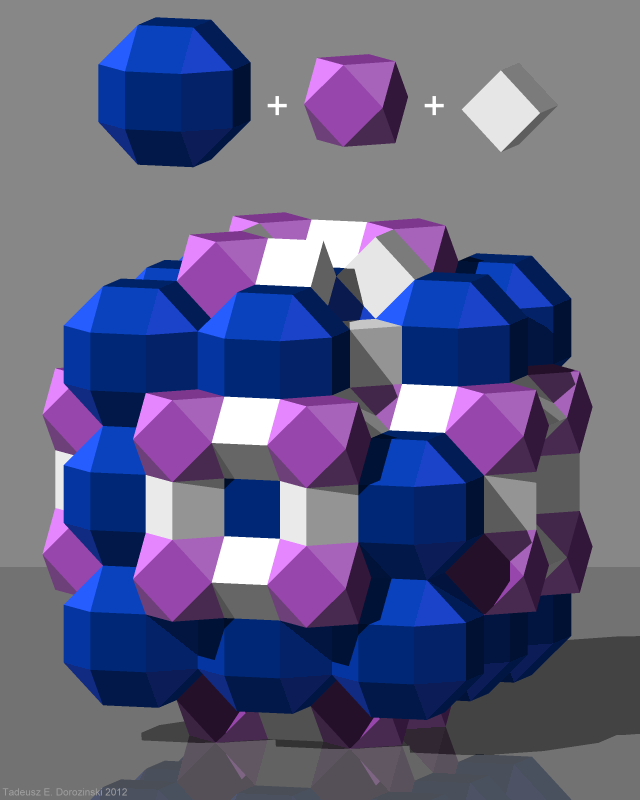
Кубооктаедр + Ромбокубоктаедр + Куб
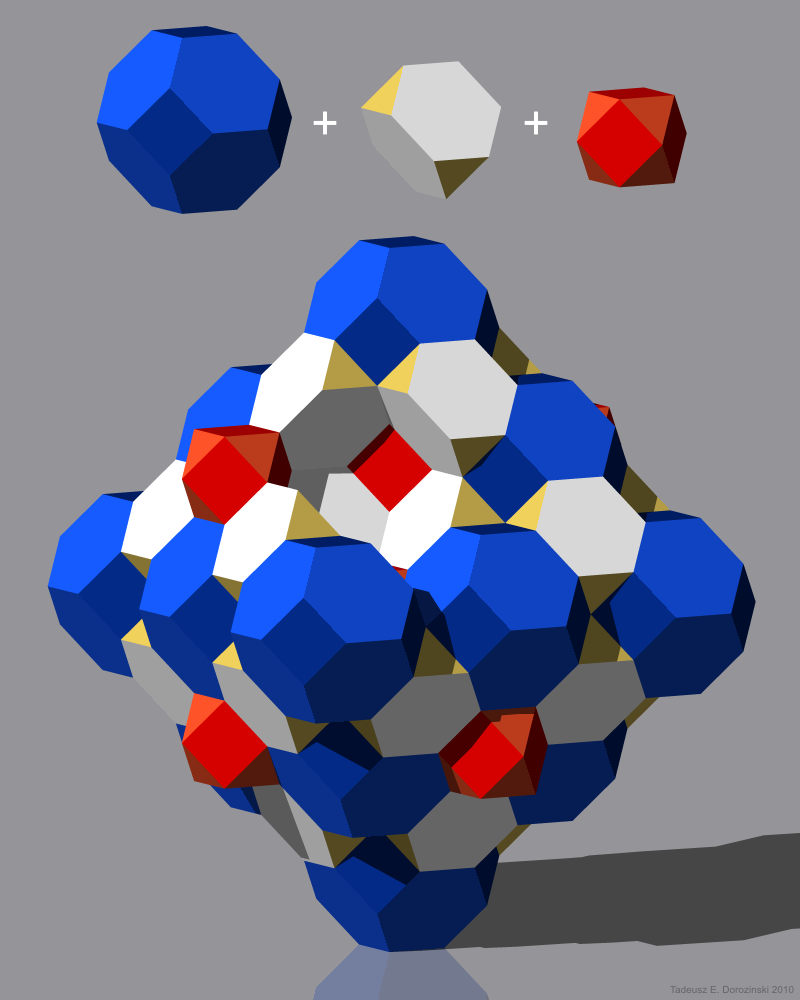
Кубооктаедр + Зрізаний октаедр + Зрізаний тетраедр

Кубоктаедр можна отримати, взявши екваторіальний переріз чотиривимірних 24-комірника або 16-комірника.
Правильний ікосаедр топологічно ідентичний кубооктаедру з 6 квадратними гранями, розбитими по діагоналях.

## Двоїстий багатогранник
Кубооктаедр має канонічно-двоїстий багатогранник. Середньовписані сфери канонічно двоїстої пари багатогранників співпадають. Для такого способу побудови — двоїстий багатогранник до двоїстого співпадає з початковим. Грань двоїстого будується методом Дормана Люка (метод діє лише для однорідних багатогранників).
Канонічно двоїстим багатогранником до кубооктаедра є Ромбододекаедр.
Має 12 граней: ромби з гострим кутом {\displaystyle \alpha =\arccos \left({\frac {1}{3}}\right)\approx 1.2309594rad\approx 70^{\circ }31'43.6057''} ; 24 ребер, 14 вершин.
Якщо ребро кубооктаедра дорівнює {\displaystyle a}, то ребро двоїстого ромбододекаедра дорівнює {\displaystyle {\frac {3{\sqrt {6}}}{8}}\cdot a\approx 0.91855\cdot a}

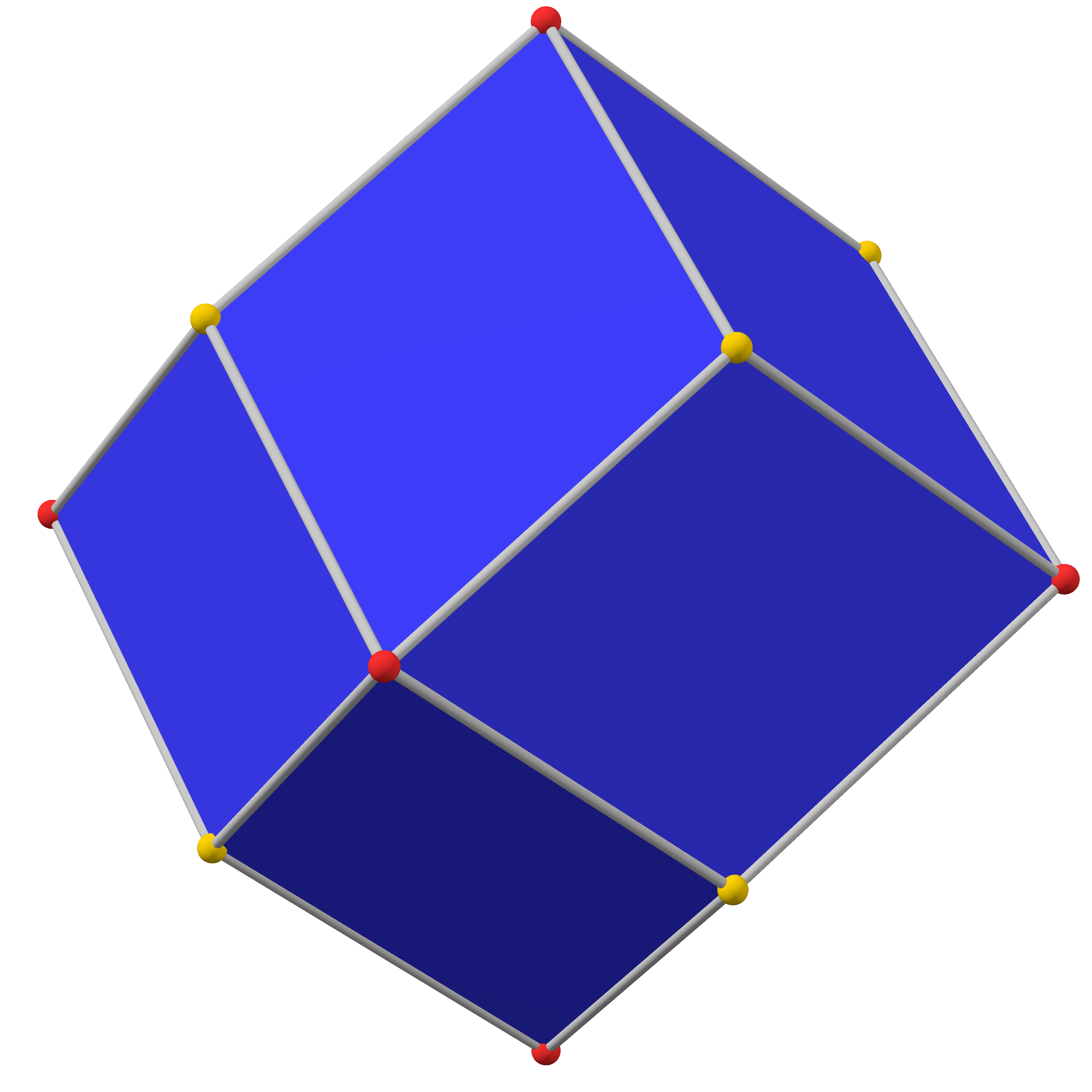
Ромбододекаедр
Розгортка ромбододекаедра
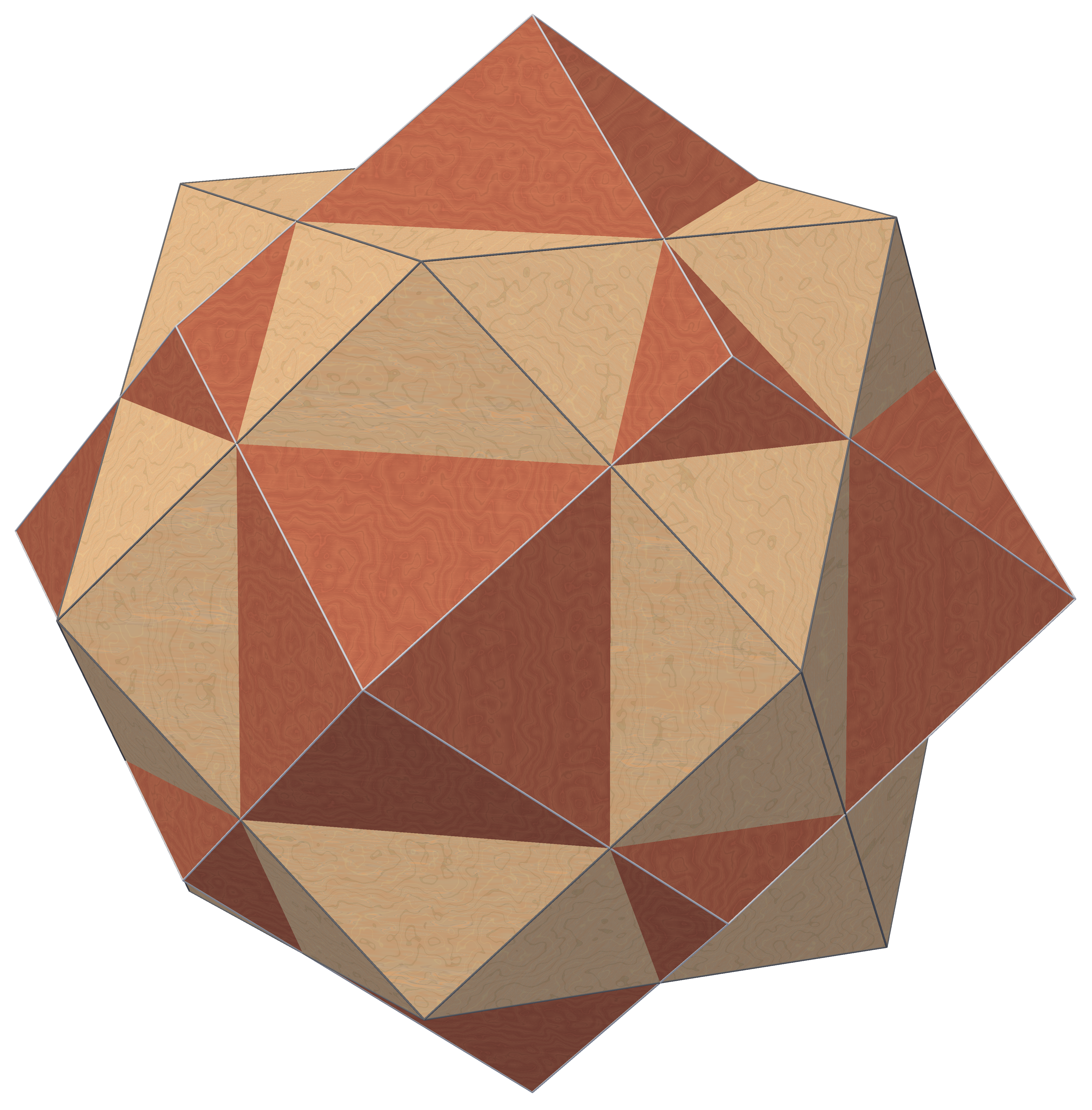
Поєднання кубооктаедра та ромбододекаедра

## Споріднені багатогранники
Кубооктаедр належить до родини однорідних многогранників, пов'язаних з кубом та октаедром.
Кубоктаедр має повну октаедричну симетрію Oh, порядок 48. В цьому випадку його можна розглядати як повністю зрізаний октаедр або повністю зрізаний куб.
| Однорідні октаедричні многогранники | Однорідні октаедричні многогранники | Однорідні октаедричні многогранники | Однорідні октаедричні многогранники | Однорідні октаедричні многогранники | Однорідні октаедричні многогранники | Однорідні октаедричні многогранники | Однорідні октаедричні многогранники | Однорідні октаедричні многогранники | Однорідні октаедричні многогранники | Однорідні октаедричні многогранники |
| Симетрія: [4,3], (*432)             | Симетрія: [4,3], (*432)             | Симетрія: [4,3], (*432)             | Симетрія: [4,3], (*432)             | Симетрія: [4,3], (*432)             | Симетрія: [4,3], (*432)             | Симетрія: [4,3], (*432)             | [4,3]+ (432)                        | [1+,4,3] = [3,3] (*332)             | [1+,4,3] = [3,3] (*332)             | [3+,4] (3*2)                        |
| ----------------------------------- | ----------------------------------- | ----------------------------------- | ----------------------------------- | ----------------------------------- | ----------------------------------- | ----------------------------------- | ----------------------------------- | ----------------------------------- | ----------------------------------- | ----------------------------------- |
| {4,3}                               | t{4,3}                              | r{4,3} r{31,1}                      | t{3,4} t{31,1}                      | {3,4} {31,1}                        | rr{4,3} s2{3,4}                     | tr{4,3}                             | sr{4,3}                             | h{4,3} {3,3}                        | h2{4,3} t{3,3}                      | s{3,4} s{31,1}                      |
|                                     |                                     |                                     |                                     |                                     |                                     |                                     |                                     |                                     |                                     |                                     |
|                                     |                                     | · =                                 | · =                                 | · =                                 |                                     |                                     |                                     | = · or                              | = · or                              | = ·                                 |
|                                     |                                     |                                     |                                     |                                     |                                     |                                     |                                     |                                     |                                     |                                     |
| Двоїсті многогранники               |                                     |                                     |                                     |                                     |                                     |                                     |                                     |                                     |                                     |                                     |
| V43                                 | V3.82                               | V(3.4)2                             | V4.62                               | V34                                 | V3.43                               | V4.6.8                              | V34.4                               | V33                                 | V3.62                               | V35                                 |
|                                     |                                     |                                     |                                     |                                     |                                     |                                     |                                     |                                     |                                     |                                     |
|                                     |                                     |                                     |                                     |                                     |                                     |                                     |                                     |                                     |                                     |                                     |
|                                     |                                     | Файл:RhombicDodecahedron.svg        |                                     |                                     |                                     | Файл:DisdyakisDodecahedron.svg      |                                     |                                     |                                     |                                     |

Кубоктаедр також має тетраедричну симетрію Td, порядок 24 з двома кольорами трикутників. Його можна розглядати як кантельований тетраедр і можна назвати ромботетратетраедром:
| Симетрія: [3,3], (*332) | Симетрія: [3,3], (*332) | Симетрія: [3,3], (*332) | Симетрія: [3,3], (*332) | Симетрія: [3,3], (*332) | Симетрія: [3,3], (*332)      | Симетрія: [3,3], (*332) | [3,3]+, (332) |
| ----------------------- | ----------------------- | ----------------------- | ----------------------- | ----------------------- | ---------------------------- | ----------------------- | ------------- |
|                         |                         |                         |                         |                         |                              |                         |               |
|                         |                         |                         |                         |                         |                              |                         |               |
| {3,3}                   | t{3,3}                  | r{3,3}                  | t{3,3}                  | {3,3}                   | rr{3,3}                      | tr{3,3}                 | sr{3,3}       |
| Двоїсті многогранники   |                         |                         |                         |                         |                              |                         |               |
|                         |                         |                         |                         |                         | Файл:RhombicDodecahedron.svg |                         |               |
|                         |                         |                         |                         |                         |                              |                         |               |
| V3.3.3                  | V3.6.6                  | V3.3.3.3                | V3.6.6                  | V3.3.3                  | V3.4.3.4                     | V4.6.6                  | V3.3.3.3.3    |

Кубоктаедр також має симетрію D3d, порядок 12. В цьому випадку його можна розглядати як трисхилий повернутий бікупол.